# Halichoeres penrosei
 Halichoeres penrosei és una espècie de peix de la família dels làbrids i de l'ordre dels perciformes.

## Morfologia
Els mascles poden assolir els 5,6 cm de longitud total.

## Distribució geogràfica
Es troba al Brasil.